# Uday
Uday (auch Udai, Oday oder Odai) ist ein männlicher Vorname.

## Herkunft
Indien (aufgehen), Arabien (der Schnellrennende)

## Namensträger
- Uday Chopra (* 1973), indischer Schauspieler
- Udai Hussein (1964–2003), Sohn vom irakischen Diktator Saddam Hussein
- Uday Kiran (1980–2014), indischer Filmschauspieler
- Uday Pawar (* um 1956), indischer Badmintonspieler und -trainer
- Uday Prakash (* 1952), indischer Autor und Fernsehproduzent